# Халупецкий, Индржих
Индрих Халупецкий (чеш. Jindřich Chalupecký, 12 октября 1910, Прага — 19 июня 1990, там же) — чешский искусствовед, теоретик литературы, поэт, переводчик, общественный деятель.

## Биография
Учился на врача. Работал учителем. Входил в авангардистскую Группу-42 (Иван Блатный, Й.Коларж и др.), был её главным теоретиком. Редактировал журналы Život (1942—1943) и Listy (1947—1948). В годы социализма был, среди прочего, автором монографии о Марселе Дюшане (1975, 1978), которая распространялась в самиздате, как и его книга о дада и сюрреализме в чешском искусстве (1976). Автор многочисленных трудов по истории и теории современного искусства и литературы. Организатор выставок чешского искусства за рубежом. Составитель и редактор самиздатского сборника произведений Якуба Демла, автор монографий о чешских экспрессионистах (Рихард Вайнер и др.).
Жена — поэт и переводчик Йиржина Хаукова (1919—2005); Халупецкий вместе с ней перевел поэму Т. С. Элиота Бесплодная земля (1947).

## Халупецкий и советский андеграунд
В 1970-е годы активно поддерживал представителей неофициального советского изобразительного искусства — Эдуарда Штейнберга, Владимира Янкилевского, Виктора Пивоварова, Илью Кабакова, Владимира Яковлева, Алексея Смирнова Продвигал их работы на Западе, знакомил русских художников с последними тенденциями в развитии мирового искусства. Написал монографию о Владимире Яковлеве (1976, вместе с Геннадием Айги).

## Признание
Статьи Халупецкого о современном искусстве переведены на ряд европейских языков. В 1990 по инициативе Вацлава Гавела была учреждена ежегодная премия имени Халупецкого. Присуждается молодым художникам (до 35-лет). Жюри премии заседает в Праге.

## Наследие
Собранная Халупецким коллекция живописи находится теперь в пражском музее Кампа (см.: ).